# الهادي مزياني
الهادي مزياني كاتب جزائري من الأوراس. يكتب باللغة لأمازيغية (المتغير الشاوي) ويدير دار آنزار للنشر، والتي يقع مقرها الاجتماعي في بسكرة، كما أنه عضو في شبكة أوال للكتاب والباحثين بالامازيغية في الأوراس. وهو رسام هاوٍ وناشط جمعوي.

## حياته
النشأة والتعليم : وُلِد ببلدية تكوت ولاية باتنة الجزائر انتقل مع عائلته إلى بلدية مشونش ولاية بسكرة حيث تابع دراسته الابتدائية بمدرسة ميوري وانتقل إلى بسكرة لمتابعة التعليم المتوسط باكمالية الذكور بني مرة وبعدها المرحلة الثانوية بثانوية العربي بن مهيدي، بعد المرحلة الثانوية تابع تكوين الشبه الطببي ليتحصل على شهادة تقني سامي في الصحة.
الحياة العملية : بدأعمله بمستشفى آريس كممرض بعدها كرئيس مصلحة ثم مراقب طبي وفي سنة 1995 انتقل إلى بسكرة واشتغل بمدرسة صغار المكفوفين طه حسين إلى ان خرج إلى التقاعد المسبق سنة 2014.
المسيرة الجمعوية : يعتبر من النشطاء في الحركة الجمعوية اين كان من المؤسسين لجمعية نوميديا للثقافة والسياحة مشونش، رابطة الجمعيات الثقافية بالاوراس، جمعية براي لصغار المكفوفين بسكرة، جمعية تويزة لحماية البيئة مشونش وفي إنشاء شبكة السياحة الواحاتية ببسكرة وشبكة أوال للكتاب والباحثين بالامازيغية بالاوراس.
الهوايات : الفنون التشكيلية حيث قام بعددة معارض بعدة ولايات بالجزائر وقام بمعرض ثنائي مع فاتح زيد بفرنسا سنة 2003 .
الكتابة اين اصدر كتابين الأول كتاب شبه مدرسي لتعليم مبادئ تعليم الامازيغية، الثاني كتاب جيب لتعليم الامازيغية المتغير الشاوي وله عدة مشاريع أخرى في طريق الإنجاز. حاليا مسير لدار النشر آنزار التي تهتم بنشر وتوزيع الكتب بالامازيغية بالاوراس.

## من مؤلفاته
من مؤلفاته
- بالحرف والكلمة اتعلم الشاوية (Tirawal): كتاب شبه مدرسي لتعليم مبادئ الامازيغية 1 (بالفرنسية) ".[1]
- تعلم كيف تتكلم الامازيغية: كتاب جيب عبارة عن دليل يساعد للتكلم بالامازيغية (بالشاوية)"[2]

## ملحقات ومراجع
1. ↑  "Algérie Presse Service - Parution de deux ouvrages pour l'apprentissage du chaoui". مؤرشف من الأصل في 24 أبريل 2016. اطلع عليه بتاريخ أغسطس 2020. {{استشهاد ويب}}: تحقق من التاريخ في: |تاريخ الوصول= (مساعدة)
2. ↑  [ http://www.dounianews.com/?p=3428الكاتب%5Bوصلة+مكسورة%5D والناشر الهادي مزياني لـ “دنيا نيوز ]